# Östlicher Bambuslemur
Der Östliche Bambuslemur oder Östliche Halbmaki (Hapalemur griseus) ist eine Primatenart aus der Gruppe der Lemuren.

## Merkmale
Östliche Bambuslemuren erreichen eine Kopfrumpflänge von 24 bis 30 Zentimetern, der Schwanz ist mit 32 bis 40 Zentimetern deutlich länger als der Rumpf. Das Gewicht beträgt 0,75 bis 1,05 Kilogramm. Ihr Fell ist an der Oberseite grau oder olivgrau gefärbt, am Kopf, an den Schultern und manchmal am Rücken geht die Färbung ins Rötlichbraune. Diese rötlichbraune Färbung ist bei Tieren aus dem Süden des Verbreitungsgebietes deutlicher. Der Bauch ist weißlich-hellgrau, der Schwanz dunkelgrau. Das Gesicht ist grau, die Ohren sind klein und abgerundet und die Schnauze ist wie bei allen Bambuslemuren kurz. Neben anderen Duftdrüsen haben sie auch zwei spezialisierte Armdrüsen, ähnlich dem Katta.

## Verbreitung und Lebensraum

Verbreitungsgebiet des Östlichen Bambuslemuren

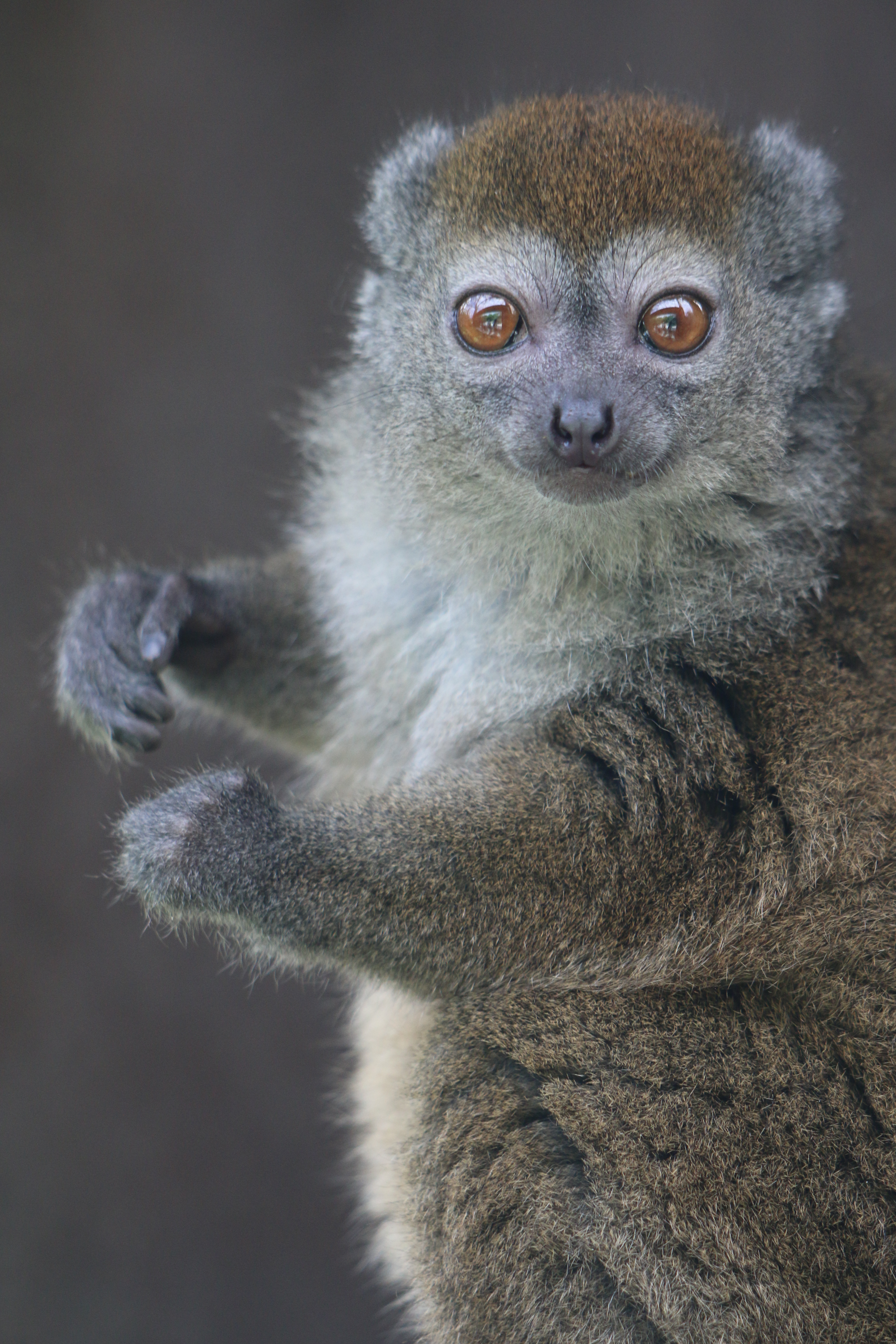
Bambuslemur im Pariser Zoo

Östliche Bambuslemuren kommen wie alle Lemuren nur auf Madagaskar vor, ihr Verbreitungsgebiet erstreckt sich entlang der Ostküste der Insel ungefähr zwischen dem Alaotra-See und dem Fluss Mananara. Aufgrund der Unsicherheiten bei der Abtrennung neuer Arten und den Hybridisierungsgebieten mit anderen Bambuslemuren sind die genauen Ausmaße des Verbreitungsgebietes umstritten. Lebensraum dieser Tiere sind mit Bambus bestandene tropische Regenwälder.

## Lebensweise und Ernährung
Diese Primaten sind überwiegend tag- oder dämmerungsaktiv, manchmal sind ihre Rufe aber auch in der Nacht zu hören. Sie sind Baumbewohner, die sich eher auf senkrechten Stämmen und Ästen aufhalten, ihre Fortbewegung ist ein senkrechtes Klettern und Springen. Sie leben in Gruppen mit zwei bis sieben (manchmal bis zu elf) Tieren. Kleinere Gruppen setzen sich aus einem Männchen und einem Weibchen zusammen, größere Gruppen können mehrere fortpflanzungsfähige Weibchen beinhalten. Es sind territoriale Tiere, ihre Streifgebiete umfassen rund 15 bis 20 Hektar, die Reviere werden mit Drüsensekreten und durch Rufe markiert.
Zu den natürlichen Feinden zählen die Fossa, große Greifvögel wie die Madagaskarhöhlenweih und der Madagaskarhabicht sowie Schlangen wie die Madagaskar-Hundskopfboa.
Die Nahrung der Östlichen Bambuslemuren besteht zu rund 80 % aus Bambus, wobei sie junge Blätter, Schösslinge und das Mark bevorzugen. Daneben fressen sie auch andere Blätter, Früchte, Knospen und gelegentlich Pilze.

## Fortpflanzung
Nach einer rund 140-tägigen Tragzeit bringt das Weibchen im Oktober oder November ein einzelnes Jungtier zur Welt. Zunächst trägt die Mutter das Junge im Maul, später lässt sie es auf ihrem Rücken reiten oder „parkt“ es an einer geschützten Stelle während ihrer Nahrungssuche. Mit sechs Wochen nehmen Jungtiere erstmals Bambus zu sich, mit vier Monaten werden sie entwöhnt. Das bekannte Höchstalter eines Tieres in menschlicher Obhut betrug 17 Jahre.

## Gefährdung
Zu den Hauptgefahren des Östlichen Bambuslemuren zählt einerseits die Bejagung, andererseits der Verlust seines Lebensraumes durch Brandrodungen und Abholzung der Bambusdickichte. Die IUCN schätzt, dass die Gesamtpopulation in den letzten 27 Jahren (drei Generationen) um mehr als 30 % zurückgegangen ist und listet die Art als „gefährdet“ (vulnerable).
In Europa wird die Art nicht mehr gepflegt, ehemalige Halter sind Asson, Duisburg, Frankfurt und Hamburg.

## Systematik
Der Östliche Bambuslemur ist eine von sechs Arten der Bambuslemuren, die von Mittermeier et al. (2008) gelistet werden. Mit dem Westlichen und dem Südlichen Bambuslemur wurde er früher als Grauer Bambuslemur oder Grauer Halbmaki zusammengefasst, heute werden diese Arten getrennt. Auch der Alaotra-Bambuslemur gilt heute als eigenständige Art. 2008 wurde der Gilbert-Bambuslemur aufgrund von Unterschieden im Karyotyp abgetrennt, abgesehen davon ist über diese Art noch kaum etwas bekannt.